# Margaret Rutherford
Margaret Rutherford (DBE) (født 11. maj 1892 i Balham nær London, død 22. maj 1972 i Chalfont St. Peter nær Buckinghamshire) var en engelsk skuespillerinde.
Hendes allermest kendte rolle – i hvert fald udenfor England – er nok rollen som Miss Jane Marple i en serie af 4 TV-film bygget over Agatha Christies kriminalromaner: 4.50 from Paddington blev til Murder, she said i 1961, After the funeral blev til Murder at the Gallop i 1963, Mrs. McGinty's dead blev til Murder most foul i 1964 – forinden havde filmen Murder ahoy dog set dagens lys (ligeledes i 1964) – denne film er dog kun bygget på figuren Miss Marple og ikke på nogen bestemt bog.
Udover denne store rolle havde hun mange fine biroller af vekslende størrelse. I alt nåede hun at medvirke i 55 film og tegnefilm fra 1936 til 1967.
Fra 1945 til sin død gift med skuespiller-kollegaen Stringer Davis som spillede Mr. Jim Stringer i Miss Marple-serien.